# محمد سالمين
محمد أحمد يوسف سالمين، من مواليد (4 نوفمبر 1980)، لاعب كرة قدم بحريني ووالده أحمد يوسف سالمين كان كذلك لاعب كرة قدم دولي سابق في منتخب البحرين لكرة القدم.
و قد كان يلعب مع نادي المحرق، وفي عام 2004 انتقل إلى نادي العربي القطري، ويلعب حاليًا مع نادي الظفرة الإماراتي.
و هو يلعب مع منتخب البحرين لكرة القدم.
و هو ابن اللاعب أحمد سالمين أول لاعب يسجل هدف في كأس الخليج.

## كأس الخليج 2003
و قد سجل هدف في مرمى منتخب اليمن لكرة القدم، وقد سجل هدف في مرمى منتخب عمان لكرة القدم، وقد سجل هدف في مرمى منتخب الكويت لكرة القدم، وقد اختير أفضل لاعب في هذه البطولة.

## الإنجازات

### المحرق
- كأس ملك البحرين (1): 2016

## روابط خارجية
- محمد سالمين على موقع قاعدة بيانات كرة القدم.إي يو (الإنجليزية)
- محمد سالمين على موقع ناشيونال فوتبول تيمز (الإنجليزية)
- محمد سالمين على موقع Soccerway.com (الإنجليزية)